# Championnat de Cuba de football 2011
Navigation
Saison précédente Saison suivante
La saison 2011 du Championnat de Cuba de football est la quatre-vingt-seizième édition du Campeonato Nacional de Fútbol, le championnat de première division à Cuba. Les huit formations provinciales sont regroupées au sein d'une poule unique où elles s'affrontent deux fois, à domicile et à l'extérieur. Les quatre premiers jouent la phase finale pour le titre, l'avant-dernier le barrage de promotion-relégation tandis que le dernier est relégué et remplacé par le vainqueur du Torneo de Ascenso. 
C'est le FC Villa Clara qui remporte la compétition cette saison après avoir battu le FC Guantánamo en finale. Il s'agit du onzième titre de champion de Cuba de l'histoire du club.

## Les clubs participants
- FC Villa Clara
- FC Cienfuegos
- FC Ciudad de La Habana
- CF Camagüey
- FC La Habana
- FC Ciego de Ávila
- FC Guantánamo
- FC Las Tunas

## Compétition
Le barème de points servant à établir le classement se décompose ainsi :
- Victoire : 3 points
- Match nul : 1 point
- Défaite : 0 point

### Première phase
| Rang | Équipe                 | Pts | J  | G | N | P | Bp | Bc | Diff |
| ---- | ---------------------- | --- | -- | - | - | - | -- | -- | ---- |
| 1    | CF Camagüey            | 23  | 14 | 6 | 5 | 3 | 18 | 9  | +9   |
| 2    | FC Villa Clara         | 22  | 14 | 6 | 4 | 4 | 16 | 10 | +6   |
| 3    | FC Ciudad de La Habana | 21  | 14 | 5 | 6 | 3 | 18 | 13 | +5   |
| 4    | FC Guantánamo          | 21  | 14 | 5 | 6 | 3 | 16 | 13 | +3   |
| 5    | FC Las Tunas           | 17  | 14 | 4 | 5 | 5 | 17 | 18 | -1   |
| 6    | FC Ciego de ÁvilaT     | 17  | 14 | 5 | 2 | 7 | 13 | 15 | -2   |
| 7    | FC Cienfuegos          | 16  | 14 | 4 | 4 | 6 | 12 | 21 | -9   |
| 8    | FC La Habana           | 13  | 14 | 3 | 4 | 7 | 9  | 20 | -11  |

|  | Qualification pour la phase finale               |
|  | Participation au barrage de promotion-relégation |
|  | Relégation en Torneo de Ascenso                  |
|  | T : Tenant du titre                              |

### Phase finale

#### Demi-finales
| Équipe 1               | Résultat | Équipe 2       | Aller | Retour |
| ---------------------- | -------- | -------------- | ----- | ------ |
| FC Ciudad de La Habana | 5 - 6    | FC Villa Clara | 3 - 3 | 2 - 3  |
| FC Guantánamo          | 6 - 5    | CF Camagüey    | 2 - 2 | 4 - 3  |

#### Match pour la troisième place
| Équipe 1               | Résultat | Équipe 2    | Aller | Retour |
| ---------------------- | -------- | ----------- | ----- | ------ |
| FC Ciudad de La Habana | 4 - 0    | CF Camagüey | 4 - 0 | -      |

- Le match retour est abandonné en raison des fortes pluies alors que Camagüey menait 1-0.

#### Finale
| Équipe 1       | Résultat | Équipe 2      | Aller | Retour |
| -------------- | -------- | ------------- | ----- | ------ |
| FC Villa Clara | 3 - 0    | FC Guantánamo | 2 - 0 | 1 - 0  |

### Torneo de Ascenso 2011
Disputé du 3 mai au 30 juin 2011 dans la province de Santiago de Cuba, sous la forme d'une poule unique de 7 équipes, chacune s'affrontant deux fois, le premier accède directement au championnat 2012 alors que le deuxième est qualifié pour le barrage de promotion-relégation.
| Rang | Équipe                 | Pts | J  | G | N | P | Bp | Bc | Diff |
| ---- | ---------------------- | --- | -- | - | - | - | -- | -- | ---- |
| 1    | Granma CF              | 25  | 12 | 7 | 4 | 1 | 18 | 9  | +9   |
| 2    | FC Isla de la Juventud | 24  | 12 | 7 | 3 | 2 | 14 | 7  | +7   |
| 3    | FC Holguín             | 20  | 12 | 5 | 5 | 2 | 14 | 8  | +6   |
| 4    | FC Santiago de Cuba    | 17  | 12 | 3 | 8 | 1 | 8  | 5  | +3   |
| 5    | FC Matanzas            | 11  | 12 | 3 | 2 | 7 | 10 | 16 | -6   |
| 6    | FC Pinar del Río       | 9   | 12 | 2 | 3 | 7 | 8  | 13 | -5   |
| 7    | FC Sancti Spíritus     | 6   | 12 | 1 | 3 | 8 | 4  | 18 | -14  |

|  | Promu en championnat 2012             |
|  | Participation au barrage de promotion |

### Barrage de promotion-relégation
Le 7e du championnat, le FC Cienfuegos rencontre le second du Torneo de Ascenso, le FC Isla de la Juventud, pour déterminer le club participant au championnat la saison prochaine.
| Équipe 1                    | Résultat | Équipe 2      | Aller | Retour |
| --------------------------- | -------- | ------------- | ----- | ------ |
| FC Isla de la Juventud (D2) | 2 - 5    | FC Cienfuegos | 1 - 1 | 1 - 4  |

- Les deux formations se maintiennent dans leur championnat respectif.

## Bilan de la saison
| Championnat de Cuba de football 2011 |                            |
| Champion                             | FC Villa Clara (11e titre) |
| Qualifications continentales         |                            |
| CFU Club Championship 2012           | Aucun                      |
| Promotions et relégations            |                            |
| Promus en Campeonato Nacional        | CF Granma                  |
| Relégués en Torneo de Ascenso        | FC La Habana               |